# 不里孛阔
不里·孛阔（?—?），蒙古部乞颜氏贵族，合不勒汗的孙子，忽秃黑秃·蒙古儿的儿子，蒙古部分支主儿乞人的领袖。
铁木真和主儿乞人举行宴会，铁木真方面由别勒古台整治，他牵着铁木真的骟马，站立着。主儿乞人方面由不里孛阔整治宴会。在铁木真的系马处，捉住了一个偷缰绳的合答斤氏人。不里孛阔袒护那个人。别勒古台在与人搏斗时便把右袖脱下，裸露着肩膀，不里孛阔就用刀砍破了他的肩膀。别勒古台虽被砍伤，劝铁木真不要造成兄弟之间失和。铁木真不听，与主儿乞氏人厮打。后来，铁木真擒获了主儿乞人的领袖撒察别乞，将他杀死。
有一天，铁木真让不里孛阔、别勒古台两人比赛摔跤。原来，不里孛阔曾将别勒古台，一只手抓住，一只脚绊倒，压住他，使他不能动弹。现在，不里孛阔故意倒下，别勒古台压不住他，就抓住他的肩膀，骑上他的臀部。别勒古台回头看了看铁木真，铁木真咬了咬下唇，别勒古台会意，就骑在他的身上，双手扼住他的颈部，用膝盖压住他的脊背，用力向后折断了他的脊骨。不里孛阔被折断了脊骨，说：“我原本不会败给别勒古台的。只是因为惧怕大汗，故意跌到，在犹豫之间，把自己的命送掉了。”说罢，就死去了。

## 资料来源
- 余大钧译注《蒙古秘史》